# Блекфраєрс (залізничний міст)
Блекфраєрс (англ. Blackfriars Railway Bridge) — залізничний міст, що перетинає річку Темза в Лондоні, між мостом Блекфраєрс та мостом Міленіум. Міст є базою для залізничної станції естакадного типу Блекфраєрс.
Перший міст, під назвою міст Св. Павла, було відкрито в 1864 р. London, Chatham and Dover Railway (LC&DR) під орудою інженера Джозеф Кабіта. Він спроектував п'ятипрогінний ґратчастий міст з кованого заліза, який підтримується чавунними биками. Міст мав чотири колії.
Зростаючий залізничний трафік незабаром перевантажив споруду. Отже, у 1884—1886 рр. під орудою інженерів Джон Вулф-Беррі та Генрі Марк Брюнель, на відстані декількох метрів на схід від існуючого мосту було споруджено новий міст. Мости були перейменовані в 1937 році через перейменування залізничного станції на Блекфраєрс і далі мають назву залізничний міст Блекфраєрс.
На середину ХХ століття несуча спроможність старшого залізничного мосту була недостатньою для сучасних поїздів, тому з 1971 року використовували лише міст 1886 року. Старий міст було демонтовано в 1984 році, за винятком цегельних стовпів з чавунними колонами.